# Sky Brown
Sky Brown (n. 7 iulie 2008, Miyazaki, Japonia) este o sportivă ce a reprezentat Regatul Unit al Marii Britanii și al Irlandei de Nord, medaliată olimpică. A participat la 2 ediții ale Jocurilor Olimpice (2020, 2024) în care a câștigat două medalii de bronz.